# Telefon Tel Aviv
Telefon Tel Aviv, vormals eine US-amerikanische Band, ist heute ein Künstler, der Elektronische Musik produziert.

## Geschichte
Telefon Tel Aviv wurde im Jahr 1999 von Charles Cooper und Joshua Eustis gegründet. Das erste Album erschien im Herbst 2001 und erhielt positive Kritik. Im Jahr 2002 veröffentlichte die Gruppe eine EP auf Hefty Records Immediate Action Label. Im Jahr 2004 veröffentlichte das Duo das zweite Album und ein weiteres Compilation-Album mit dem Namen Remixes Compiled im Jahr 2007.
Am 20. Januar 2009 wurde ein drittes Album über BPitch Control veröffentlicht: Immolate Yourself gelangte auf Platz 17 der Billboard Electronic Album charts.

## Tod von Charles Cooper
Am 22. Januar 2009 verlautete Eustis auf dem MySpace-Blog der Gruppe, dass Charles Cooper gestorben sei.
Zwei Artikel einer Chicagoer Zeitung über den Tod des Künstlers besagten, dass er bereits am 21. Januar vermisst wurde und dann tot aufgefunden worden sei. Der Tod, so die Zeitung, sei durch Suizid verursacht worden. Diese Meldung wurde von Joshua Eustis dementiert.
Am 22. März 2009 schrieb er auf dem MySpace-Blog der Gruppe, dass er von nun an zusammen mit einem guten Freund der Gruppe, Fredo Nogueira, auftreten werde.
Eustis schrieb am 22. Juli 2009, dass drei Autopsie-Berichte ergaben, dass Cooper vermutlich unbeabsichtigt an einer Mischung aus Schlaftabletten und Alkohol gestorben sei.

## Diskografie

### Alben
- Fahrenheit Fair Enough (2001)
- Map of What Is Effortless (2004)
- Remixed Compiled (2007)
- Immolate Yourself (2009)
- Dreams Are Not Enough (2019)

### Remixes
- 2000: Nine Inch Nails – „Where Is Everybody?“ (Things Falling Apart)
- 2005: Bebel Gilberto – „All Around“ (Bebel Gilberto Remixed)
- 2005: Oliver Nelsion – „Stolen Moments“ (Impulsive! Revolutionary Jazz Reworked)
- 2008: Puscifer – „Indigo Children (JLE Dub Mix)“ („V“ Is for Viagra. The Remixes)
- 2008: Apparat – „Arcadia“ (Arcadia Rmxs)
- 2008: Genghis Tron – „Relief“ (Board Up The House Remixes Volume 4)
- 2008: Barbara Morgenstern – „Come To Berlin“ (Come To Berlin Mixes)
- 2009: Art of Trance – „Swarm“